# Anni Sacri
Anni Sacri (Latijn voor Over het Heilig Jaar) was een encycliek uitgevaardigd door paus Pius XII op 12 maart 1950, waarin de paus opriep tot een plan van aanpak voor de bestrijding van atheïstische propaganda.
Hoewel de paus zijn vreugde uitsprak over de grote opkomst van pelgrims voor het Heilig Jaar, wees hij er op dat er nog steeds sprake was van onrust in de wereld. Deze kwam voort uit de wapenwedloop en de rivaliteit tussen de volkeren, maar vooral door de scheiding tussen het geloof en het maatschappelijke en privéleven. Niet alleen de regeringsleiders maar ook de pers maakte zich schuldig aan misleiding door religie af te schilderen als een overblijfsel van bijgeloof. Dit leidde tot religieuze onderdrukking, waarbij de geestelijken slachtoffer werden van vervolgingen en arrestaties of van obstructie van hun werkzaamheden.
In de encycliek riep Pius XII priesters op hun werkzaamheden voort te zetten, gesteund door de leken van de Katholieke Actie. Ook riep hij op tot gebed, waarin gevraagd moest worden om inzichten die zouden leiden tot terugkeer naar de waarheid, gerechtigheid en liefdadigheid. Door deze inzichten zouden regeringsleiders inzien, dat "vrede het werk is van wijsheid en rechtvaardigheid, oorlog de vrucht van blindheid en haat". Leiders moesten zich realiseren, dat de christelijke leer een basis was van een gezonde maatschappij en dat er toegezien moest worden op de bescherming van religieuze vrijheid.